# Хипотония
Хипотонията представлява медицински термин, с който се обозначава ниско кръвно налягане.

## Описание на болестта
Кръвното налягане е силата с която циркулиращата кръв действа върху единица площ от стените на кръвоносните съдове. Това е един от основните жизнени показатели, а кръвното налягане се създава от пулсациите на сърцето и от тонуса на артериите.
Хипотония се нарича понижаването на кръвното налягане под 100/60 мм живачен стълб при мъжете и под 95/60 при жените.
Ниското кръвно налягане само по себе си не представлява медицински проблем. Дори то е свързано с по-голяма (над средната) продължителност на живота. Но е възможно да настъпи в резултат на заболяване или приемане на лекарства.
Лечение се налага само когато кръвното налягане е толкова ниско, че не може да осигури достатъчно кислород и хранителни вещества за организма (особено за мозъка, сърцето и бъбреците).

## Причини за заболяването
Кръвното налягане може да се понижи остро, внезапно при силна кръвозагуба, сепсис, алергична реакция, прием на някои лекарства. Хронична форма на ниско кръвно налягане се наблюдава при: сърдечно-съдови заболявания, инфекциозни заболявания, анемия, дехидратация и др.

## Признаци на болестта
Рязкото спадане на кръвното налягане води до замайване на главата и проблеми с очите. Когато кръвното се понижи изведнъж, хората чувстват отпадналост. В такива ситуации помагат глюкозата и водата. Ако състоянието се дължи на обезводняване, полезно е да се изпие чаша подсолена вода или айрян със сол.

## Диагностициране
Хипотонията се отчита след мерене на кръвното. Различни тестове на кръвта могат да осведомят за присъствието на такъв проблем. Електрокардиограмата служи за първоначално отчитане.

## Лечение на хипотония
Лекуването на хипотонията зависи от причините за възникването ѝ. Ако състоянието се дължи на прием на някакви лекарства, то преустановяването на приема обикновено води до нормализиране на кръвното налягане.